# Timar (Unternehmen)
Timar S.A. ist ein marokkanisches Unternehmen mit Sitz in Casablanca, das in der Logistikbranche tätig ist. Dazu gehört die Organisation des internationalen Transports, auf der Straße, zu Wasser und in der Luft, daneben die Abwicklung der Zollformalitäten für Waren, die aus dem Ausland kommen oder ins Ausland gehen, weiterhin die Erbringung logistischer Dienstleistungen wie Handhabung, Lagerung, Verladung, Überwachung usw.
Das Unternehmen hat neben Marokko Niederlassungen in der Elfenbeinküste, Mali, Mauretanien, Tunesien, Senegal, Spanien und Portugal.
Die Aktien sind an der Bourse de Casablanca notiert und Teil des Moroccan All Shares Index (MASI).

## Geschichte
1980 wurde Timar durch Herrn Jean Puech gegründet. 1987 geschah die Übernahme des Unternehmens UTM, das im Transit- und Seetransport tätig ist. 1997 wurden die Flugaktivitäten nach Erhalt der IATA-Genehmigung aufgenommen. Die Einrichtung von Zolllagern fand im Jahr 2000 statt. 2002 wurden die ersten vollständigen Logistikverträge unterzeichnet. Im Jahr 2008 erfolgte der Börsengang, im gleichen Jahr die Einweihung des neuen Hauptsitzes. Die Gründung der ersten Auslandsniederlassung geschah 2010 in Dakar, Senegal. Ein Jahr später wurde eine Tochtergesellschaft in Tunesien gegründet, ebenso eine in Mali. 2014 folgte die Gründung einer Tochtergesellschaft in der Elfenbeinküste, drei Jahre später einer solchen in Mauretanien. 2019 wurde eine Partnerschaft mit der Log’S Logistique-Gruppe vereinbart. Im März 2023 wurden 63,52 % des Aktienkapitals von der französischen Clasquin Gruppe übernommen.